# Janusz Kaleta
Janusz Wiesław Kaleta (Łazy, 11 ottobre 1964) è un vescovo cattolico polacco, dimesso dallo stato clericale il 15 giugno 2016.

## Biografia
Janusz Wiesław Kaleta è nato a Łazy l'11 ottobre 1964.

### Formazione e ministero sacerdotale
Il 4 giugno 1989 è stato ordinato presbitero dal vescovo di Tarnów Jerzy Karol Ablewicz. In seguito è stato vicario parrocchiale a Nowy Wiśnicz e Bochnia. Nel 1997 ha conseguito il dottorato in teologia morale presso la Facoltà di teologa dell'Università di Innsbruck con un elaborato sulla bioetica.
Nel 1999 è partito come missionario per il Kazakistan e il 7 luglio dello stesso anno papa Giovanni Paolo II lo ha nominato amministratore apostolico di Atyrau. Questa circoscrizione territoriale comprende le regioni occidentali del Kazakistan e si affaccia sul Mar Caspio. Ha una superficie di oltre 736 000 km², più di due volte la Polonia, e vi abitano più di 2,2 milioni di persone, di cui 2 500 cattolici, in gran parte cittadini stranieri che lavorano nelle compagnie petrolifere. Nel giugno del 2003 è entrato a far parte dell'appena istituita Conferenza episcopale kazaka. Nel 2008 vi operavano otto sacerdoti.

### Ministero episcopale
Il 15 settembre 2006 papa Benedetto XVI lo ha nominato vescovo titolare di Felbes. Ha ricevuto l'ordinazione episcopale il 23 novembre successivo dal cardinale Angelo Sodano, già segretario di Stato di Sua Santità, coconsacranti il vescovo di Tarnów Wiktor Paweł Skworc e quello della Santissima Trinità in Almaty Henry Theophilus Howaniec.
Nel settembre del 2008 ha compiuto la visita ad limina.
Il 5 febbraio 2011 papa Benedetto XVI lo ha nominato vescovo di Karaganda lasciandogli temporaneamente l'incarico di amministratore apostolico di Atyrau. Il 7 dicembre 2012 gli è succeduto in quest'ultimo incarico monsignor Adelio Dell'Oro.
Il 15 luglio 2014 papa Francesco ha accettato la sua rinuncia al governo pastorale della diocesi. A quel tempo non era chiaro se ciò fosse dovuto a problemi di salute del vescovo, alla gestione della diocesi o a un altro motivo. In seguito è emerso che monsignor Kaleta aveva da tempo una relazione con una donna e che la coppia aveva fatto congelare diversi embrioni.
Il 30 maggio 2016 la Santa Sede ha deciso di dimetterlo dallo stato clericale. La decisione è stata pubblicata il 15 giugno successivo.

## Genealogia episcopale
La genealogia episcopale è:
- Cardinale Scipione Rebiba
- Cardinale Giulio Antonio Santori
- Cardinale Girolamo Bernerio, O.P.
- Arcivescovo Galeazzo Sanvitale
- Cardinale Ludovico Ludovisi
- Cardinale Luigi Caetani
- Cardinale Ulderico Carpegna
- Cardinale Paluzzo Paluzzi Altieri degli Albertoni
- Papa Benedetto XIII
- Papa Benedetto XIV
- Papa Clemente XIII
- Cardinale Marcantonio Colonna
- Cardinale Giacinto Sigismondo Gerdil, B.
- Cardinale Giulio Maria della Somaglia
- Cardinale Carlo Odescalchi, S.I.
- Vescovo Eugène de Mazenod, O.M.I.
- Cardinale Joseph Hippolyte Guibert, O.M.I.
- Cardinale François-Marie-Benjamin Richard de la Vergne
- Cardinale Pietro Gasparri
- Cardinale Clemente Micara
- Cardinale Antonio Samorè
- Cardinale Angelo Sodano
- Vescovo Janusz Wiesław Kaleta